# Балицький Леонід Маркович
Леоні́д Ма́ркович Ба́лицький (нар. 25 травня 1917 — пом. 4 червня 1990) — радянський військовик часів Другої світової війни, механік-водій танка Т-34 424-го танкового батальйону 56-ї гвардійської танкової бригади 7-го гвардійського танкового корпусу (3-я гвардійська танкова армія, 1-й Український фронт), гвардії старший сержант. Герой Радянського Союзу (1944).

## Біографія
Народився 25 травня 1917 року в селі Бузникувате Юзефпільської волості Балтського повіту Подільської губернії Російської імперії (нині — Вільшанський район Кіровоградської області) в селянській родині. Українець. Закінчив школу робітничої молоді, працював ковалем у паровозному депо станції імені Т. Шевченка.
До лав РСЧА призваний Смілянським РВК Київської області у травні 1938 року. Учасник німецько-радянської війни з вересня 1941 року. Воював на Південно-Західному, Волховському, Центральному, Воронезькому і 1-у Українському фронтах. У 1941 році був поранений. Член ВКП(б) з 1943 року.
Особливо гвардії старший сержант Л. М. Балицький відзначився під час форсування Дніпра на київському напрямку. 4 листопада 1943 року в районі Святошина, діючи у нічних умовах, під сильним вогнем супротивника своїм танком першим прорвав ворожу оборону й відрізав шляхи відходу ворога по шосе Київ — Житомир. Першим увірвався у Святошин, знищивши вогнем і гусеницями 3 протитанкові гармати, 2 автомашини, 3 міномети та близько 150 солдатів і офіцерів супротивника. Перебуваючи у тилу ворога, отримав завдання прорватись через його бойові порядки й доправити термінове донесення у штаб танкового корпусу. Під час бою танк був пошкоджений, проте Л. М. Балицький під ворожим вогнем відремонтував його, чим сприяв успішному виконанню бойового завдання.
У 1944 році закінчив Горьковське військово-політичне училище. З 1945 року старший лейтенант Л. М. Балицький — у запасі.
У 1951 році закінчив Одеський сільськогосподарський інститут. Мешкав у місті Балта Одеської області, працював агрономом, з 1972 року — директором радгоспу.
Помер 4 червня 1990 року.

## Нагороди
Указом Президії Верховної Ради СРСР від 10 січня 1944 року за зразкове виконання бойових завдань командування на фронті боротьби з німецькими загарбниками та виявлені при цьому відвагу і героїзм, гвардії старшому сержанту Балицькому Леоніду Марковичу присвоєне звання Героя Радянського Союзу з врученням ордена Леніна і медалі «Золота Зірка» (№ 2127).
Також був нагороджений орденами Вітчизняної війни 1-го ступеня (11.03.1985), Червоної Зірки (21.08.1943) і медалями.